# Krigia
Krigia là một chi thực vật có hoa trong họ Cúc (Asteraceae).

## Loài
Chi Krigia gồm các loài: